# El cóndor pasa (canción)
"El Cóndor Pasa" es una pieza musical orquestal de la zarzuela El cóndor pasa del compositor peruano Daniel Alomía Robles, escrita en 1913 y basada en la música tradicional andina, específicamente la música folklórica del Perú. 
Desde entonces, se estima que en todo el mundo, se han producido más de 4000 versiones de la melodía, junto con 300 juegos de letras. En 2004, Perú declaró esta canción como parte del patrimonio cultural nacional. Esta canción ahora se considera el segundo himno nacional del Perú.
Es la canción peruana más conocida en el mundo de habla inglesa debido a una versión de 1970 de Simon & Garfunkel en su álbum Bridge over Troubled Water. Su versión se llama "El Cóndor Pasa (If I Could)".

## Versión original tocada en la zarzuela
En 1913, el compositor peruano Daniel Alomía Robles compuso "El Cóndor Pasa", y la canción se interpretó por primera vez públicamente en el Teatro Mazzi de Lima. La canción era originalmente una pieza musical en la zarzuela peruana, El cóndor pasa.
Su música fue compuesta por Daniel Alomía Robles en 1913 y su guion fue escrito por Julio de La Paz (seudónimo del dramaturgo limeniano Julio Baudouin). El arreglo para piano de la melodía más famosa de esta obra fue registrado legalmente el 3 de mayo de 1933 por The Edward B. Marks Music Corp. en la Biblioteca del Congreso, con el número 9643. La zarzuela está escrita en prosa y consiste en una obra musical y dos actos.
En julio de 2013, la asociación cultural Colectivo Centenario Cultural El Cóndor Pasa reeditó el guion original que se había perdido durante un período de tiempo, y lo publicó junto con un CD que contiene los diálogos grabados y siete piezas musicales. La música de la partitura original fue reconstruida por el musicólogo Luis Salazar Mejía con la colaboración de los músicos Daniel Dorival y Claude Ferrier y el apoyo del promotor cultural Mario Cerrón Fetta, y relanzada el 14, 15 y 16 de noviembre de 2013 en el Teatro UNI en Lima para celebrar su primer centenario. 
La zarzuela incluía la famosa melodía del mismo nombre, sin letra, basada en la música tradicional andina del Perú, donde fue declarada Patrimonio Cultural Nacional en 2004.

## Hipótesis boliviana
De acuerdo a la publicación "El Cóndor Pasa nació en Luribay" de Rómulo Tirado Rivera del año 1976, la canción original sería "cóndor puza" y la habrían compuesto los bolivianos Modesto Narváez y Juan Rosales en el pueblo de Luribay en Bolivia entre los años 1909 a 1910 en honor a César Salinas, un funcionario público al que apodaban "condor puza" (cóndor flaco). 

La pieza musical no habría sido registrada por sus autores debido a la inexistencia de oficinas de registro musical en Bolivia para esa época.

## Versión de Yma Sumac
La cantante peruana soprano Yma Sumac lanzó su versión de este clásico peruano la cual tuvo impacto cultural el video musical de la canción fue grabado en una de las siete maravillas, Machu Pichu.